# Hidekazu Ōtani
Hidekazu Ōtani (jap. 大谷 秀和 Ōtani Hidekazu; ur. 6 listopada 1984 w Nagareyamie) – japoński piłkarz występujący na pozycji pomocnika. Przez całą karierę występował w Kashiwa Reysol.

## Kariera klubowa
Od 2003 roku występował w klubie Kashiwa Reysol. W październiku 2022 ogłosił, że po zakończeniu sezonu zakończy karierę. W grudniu 2022 dołączył do sztabu trenerskiego tego klubu.

## Życie prywatne
19 marca 2012 wziął ślub. 2 lipca 2015 urodził się jego pierwszy syn, 3 maja 2019 – drugi syn, a 6 października 2021 – trzeci.